# Partit Nacional Religiós
El Partit Nacional Religiós, (hebreu: מפלגה דתית לאומית‎, Miflagà Datit Leümit), comunament conegut en Israel pel seu acrònim hebreu Mafdal (hebreu: מפד"ל‎) fou un partit polític israelià representant del sionisme religiós. Fou fundat en l'any 1956 per la fusió de Mizrahí i Ha-Poel ha-Mizrahí, dirigits per Yosef Burg i Haim-Moshe Shapira. Centrava la seva activitat principalment en la situació del judaisme en el marc de la societat israeliana. Al llarg de l'existència Mafdal ha tractat de mantenir la rellevància del judaisme en qüestions com les lleis individuals, l'educació, la cultura, i les qüestions municipals, com les prohibicions sobre la venda de menjar no-caixer (a les zones prescrites, i sovint a través d'un municipi donat), el transport i la prohibició d'activitats públiques en el Xabbat. En el moment de la seva dissolució en 2008 era el segon partit més antic del país després d'Agudat Israel, formant part de cada govern de coalició des de 1992.
Tradicionalment, havia estat un partit centrista pragmàtic, però després de la Guerra dels Sis Dies s'ha desviat cada cop més cap a la dreta, cada vegada més associat als colons israelians, però això no li va impedir caure a 6 diputats a les eleccions de 1981 dels 12 que tenia tradicionalment, degut a la competència de nous partits com Xas i Tami.
Cap al final de la seva existència formava part d'una aliança política amb la força d'extrema dreta Unió Nacional. A les eleccions legislatives d'Israel de 2006 va caure a només tres escons, el pitjor resultat electoral de la seva història. El novembre de 2008 els membres del partit van votar a favor de dissoldre el partit per unir-se al nou partit La Llar Jueva, creat per la fusió del Mafdal i la majoria de les faccions de la Unió Nacional. No obstant això, la major part de la Unió Nacional va abandonar el nou partit poc després de la seva creació.